# 井原笠岡軽便鉄道機関車第1号形蒸気機関車

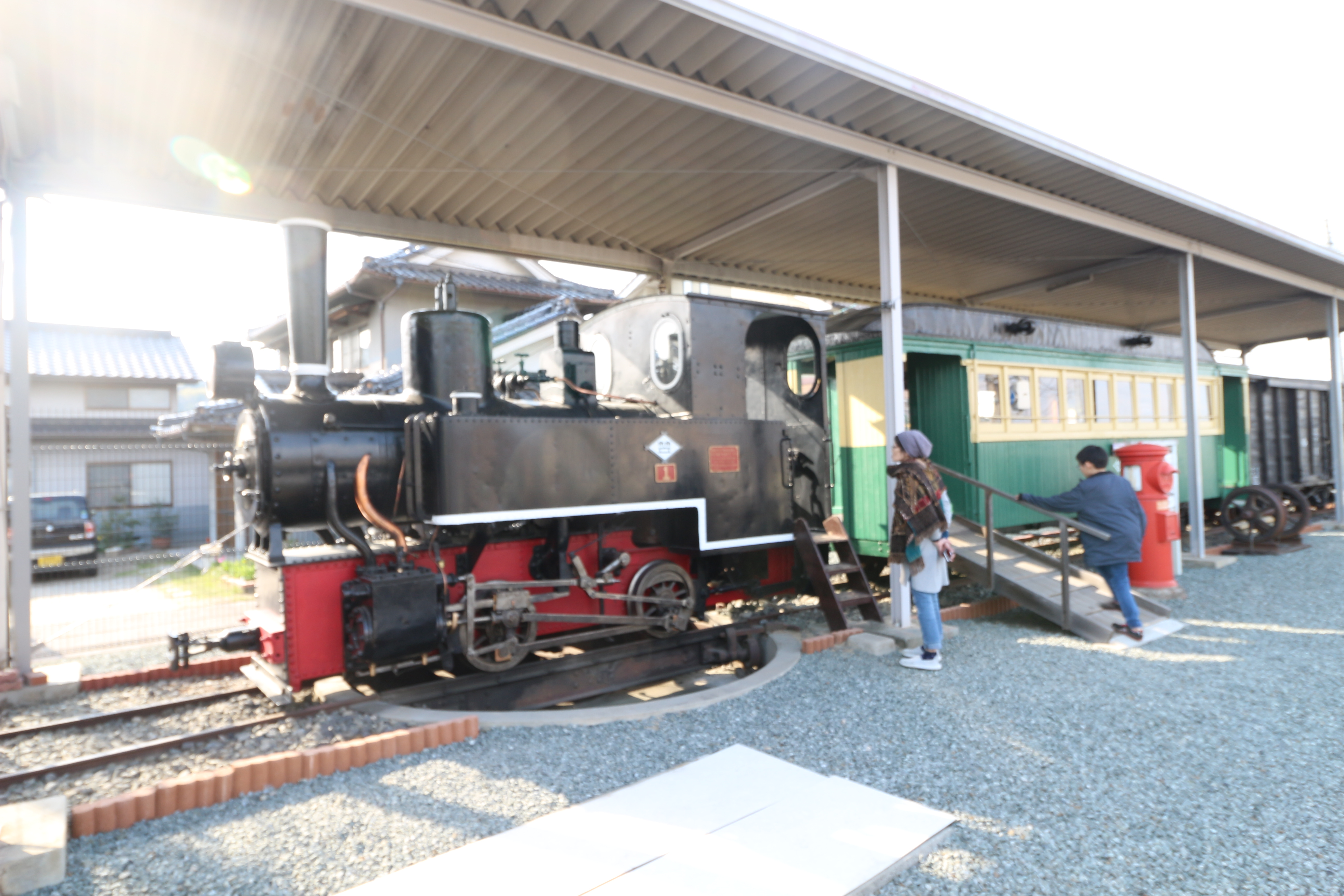
塗装整備後(2018年)

井原笠岡軽便鉄道機関車第1号形蒸気機関車（いばらかさおかけいべんてつどうきかんしゃだい1ごうがたじょうききかんしゃ）は、井原笠岡軽便鉄道（後に井笠鉄道に改称）に在籍したタンク式蒸気機関車である。

## 概要
1913年（大正2年）11月17日の井原－笠岡間19.4kmの開業に備え、形式 機関車第壱號、記号番号 1 - 3として3両が同年10月にプロイセン王国（当時）のオーレンシュタイン・ウント・コッペル-アルトゥール・コッペル（Orensteim & Koppel-Arthur Koppel A.-G.）社で製造された。
これらは井原笠岡軽便鉄道の資材調達を請け負った三井物産からコッペル社の日本総代理店であった東京のオットー・ライメルス商会（Otto Reimers & Co.）を経由して発注されており、来着した車両に貼付された製造銘板の下部には日本における取り扱い代理店としての同商会の名が明記されていた。
1912年の工事設計認可の時点では、12t級C型機として申請がなされていた。しかし、建設中に急騰した資材価格に対する予算削減策の一環としてグレードダウンされ、実際に来着したのは一回り小型な9t級B型機である本形式となっている。

## 構造
運転整備重量9.14t、軸距1,400mm、出力50PSの車軸配置0-4-0(B)型飽和式単式2気筒サイド・ウェルタンク機で、同時期出荷の岩手軽便鉄道11と基本設計を同じくする。いずれも当時日本に大量に輸入されていたコッペル社製762mm軌間軽便鉄道向け小型蒸気機関車としては標準的な寸法と設計の車両である。ただし、同時期に近隣の下津井軽便鉄道が新造した11形などと同様、比較的長距離の運行でしかも降雨が少ない地域であるため給水可能駅が限られる、という事情から、井笠側の指定で運転台前方に突き出した石炭庫および道具箱のさらに前方に延長する形で、特に大型のサイドタンクを追加搭載しており、このクラスの機関車としては大容量となる1.36m3の水タンク容積を確保している。また、ボイラー前部の煙室直後まで伸びたこのサイドタンクとの干渉を避けるべく、チェックバルブはボイラー上部の蒸気ドームと砂箱の間に設けられている。
弁装置は大型機関車で一般的なワルシャート式であり、簡易なコッペル式や複雑なアラン式などを避けて堅実かつ動作の確実な機構を選択している。
シリンダは煙突よりやや後退した位置に取り付けられており、また加減弁はこの種のコッペル社製小型機関車としては珍しく大型の蒸気ドーム内に内蔵されているため、左右各2本の蒸気管がSカーブを描いてシリンダと煙室を結んでいる。
連結器はピン・リンク式で、開業当初は中心高さが349mmであったが、高屋線の開業とこれに伴う両備鉄道の客貨車の直通運転に備え、1925年1月15日付けで井笠鉄道在籍全車について同社車両と同じ501mmへの中心高さ引き上げ改造が実施された。
ブレーキは片押しシューによる手ブレーキのみを備え、蒸気ブレーキなどは装備していない。

## 運用
開業以来特に大きな不具合も発生せず、1961年10月16日のホジ100形新製投入に伴う除籍まで半世紀近くに渡って、井原笠岡軽便鉄道→井笠鉄道の主力機関車としてほとんど改造されることもないまま、重用され続けた。
これは以後の増備車が開業前に希望していたのと同クラスのコッペル社製12t級C型機である6・7の2両を除き、いずれも性能面で不満足であったことに一因があった。

### 保存

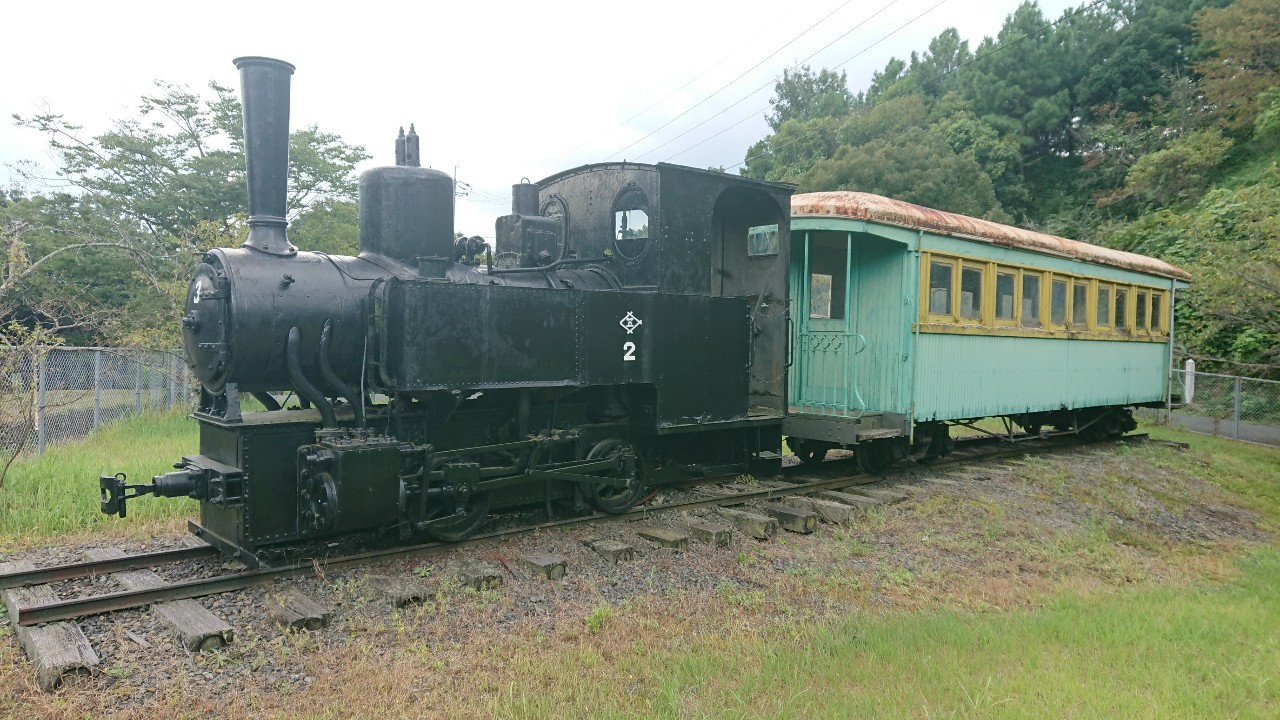
井原笠岡軽便鉄道機関車第1号形蒸気機関車

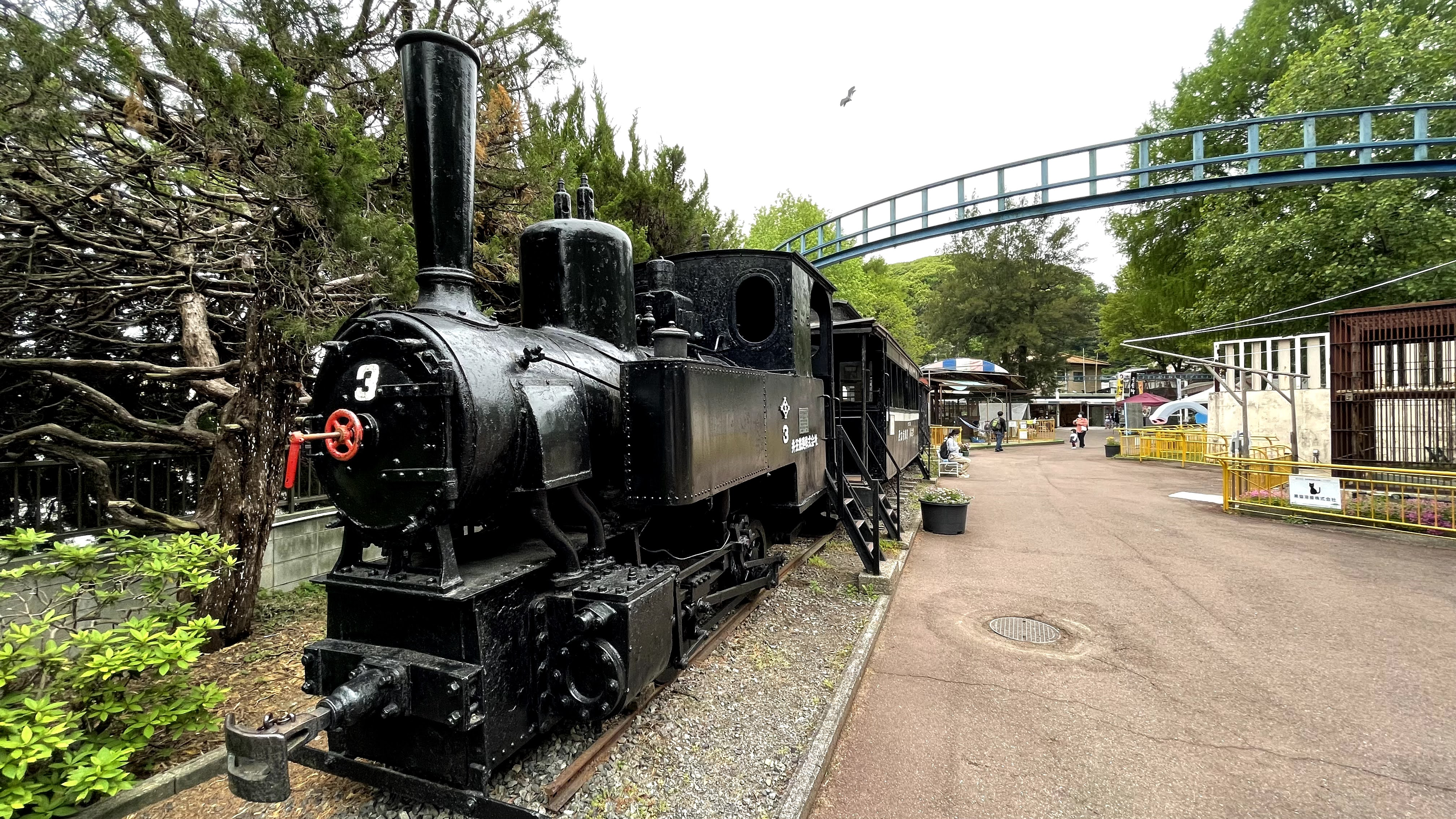
池田動物園で保存されている2号機

廃車後も3両とも解体されず、鬮場（くじば）車庫の奥に他の不要となった蒸気機関車各形式と共に保管され、2は1962年8月31日にいかなる理由によるものか3と改番の上で岡山市の池田動物園に譲渡されて同園で現在も保存され、3も一旦備後赤坂駅付近にあった井笠鉄道直営の赤坂遊園に旧薬師駅駅舎や客貨車などと共に保存された後、1991年の同園閉園に伴い撤去され、現在は広島県福山市新市町にある新市クラシック・ゴルフ・クラブ入り口付近にホハ12と共に保存されている。

### 復活運転
これに対し、井笠鉄道自身が記念物として保存することになった1は、1971年3月31日の井笠鉄道線全廃まで鬮場車庫に保管され、同日14時38分笠岡発井原行の井笠鉄道としての最終列車である「さようなら列車」の先頭に無火状態ながら連結されて運転された。その後、同年4月2日に井原に残っていた他の車両と共に廃止となった線路上を回送され、再度鬮場車庫で保管された。
この歴史的機関車に対し、折からの蒸気機関車ブームで稼働状態に修復可能な762mm軌間用蒸気機関車や客車を捜していた西武鉄道が客車や貨車の譲渡とともに貸し出しを要請、これが受け入れられると所沢工場へ持ち込んで徹底的な整備の上で1973年9月より2形1「信玄号」と命名し、前年9月より鉄道100周年記念と銘打って新潟県の頸城鉄道より借り入れて運行していた1形2「謙信号」とともに、井笠鉄道から譲渡された8両の客車を4両ずつ牽引する形で、同社山口線での運行を開始した。
この時点において軌間762mmの非電化軽便鉄道で可動状態の蒸気機関車は、西武が借り入れたこれら2両を別にすれば尾小屋鉄道に冬期の除雪用として残されていた5号が1両かろうじて在籍するのみであった。このため、首都圏近郊で、それぞれ特徴的な形状を備える2両のコッペル社製蒸気機関車が大正時代に製造された古典的な構造の木造客車を牽引するこの山口線での復活運転は、客車の派手な塗装など遊園地のアトラクション的な性格が強かったとはいえ、当時日本では事実上消滅していた本物の軽便鉄道の姿を伝えるものとして、鉄道愛好者に大きな驚きをもって受け入れられた。
この貸し出し運転は最終的に同社が台糖公司から購入した、より大形で強力な5形の整備を行って運用を開始する1977年まで続き、1は同年の運行終了後に再度整備の上で井笠鉄道へ返却された。
返却後は1980年以降旧新山（にいやま）駅跡に建設された井笠鉄道記念館に保存され、現在も同館でホハ1やホワフ1と共に展示されている。

## 同形機
本形式は、俗に“50PS新設計”と呼ばれる規格型機関車であり、日本国内（外地を含む）へ同形機が導入されている。その状況は、次のとおりである。
- 1913年（大正2年）
  - 製造番号 6046 - 6048 : 東京電気 8 - 10（軌間762mm）
  - 製造番号 6533 - 6535 : 井原笠岡軽便鉄道 1 - 3（軌間762mm）
- 1921年（大正10年）
  - 製造番号 9876, 9877 : 台湾（軌間762mm）

製造番号6046 - 6048については、東京電気（現在の東芝）が川崎で土工に使用していたものであるが、1914年（大正3年）に9が岩手軽便鉄道に譲渡され、11となった。岩手軽便鉄道では、車軸配置0-6-0(C)形を1から付番したので、車軸配置の異なる本車は11から付番した。こちらは、サイドタンクはなくウェルタンクのみで、蒸気の取り出しを蒸気ドームの側部から取っていたため、井原笠岡軽便鉄道のものより小型であった。岩手軽便鉄道は1936年（昭和11年）に国有化されたため、ケ92形（ケ92）と改番された。1937年（昭和12年）4月には松浦線に転属し、その改軌工事完成後の1944年5月（昭和19年）には、北海道に移って工事用に使用された。施設局での車蒸番号は84であった。当初は室蘭本線の追分 - 三川間の線増工事用にあてられたものと推定されている。1949年（昭和24年）3月には、大阪地方施設部に転属した記録があるが、いつしか北海道に戻り、廃車は1958年（昭和33年）7月1日で、国鉄の特殊狭軌線用機関車としては、最後の車両となったことが特筆される。処分は苗穂工場での解体であった。